# علی‌آباد، فیروزآباد
علی‌آباد یک منطقهٔ مسکونی در ایران است که در دهستان سرفیروزآباد واقع شده‌است. علی‌آباد ۱۹ نفر جمعیت دارد.